# Dubai Museum
Het Dubai Museum (Arabisch:متحف دبي) is het belangrijkste museum van Dubai. Het museum ligt in de Verenigde Arabische Emiraten en bevindt zich in het Al Fahidi Fort. Dit fort werd gebouwd in 1787 en is daarmee het oudste gebouw van Dubai.
Het museum werd geopend in 1971 en is bedoeld om mensen te leren hoe men vroeger in de Verenigde Arabische Emiraten leefde. In het museum zijn onder andere oude voorwerpen uit Dubai en zijn handelspartners te zien.

## Bron
- (en)  Gulfnews